# Substrato da língua basca nas línguas românicas

"A Península Ibérica em 1030". O primeiro registro escrito das línguas românicas e do basco está nas Glosas Emilianenses. O mapa mostra o desaparecido Reino de Pamplona entre os anos 1029 e 1035, onde surgiu o navarro-aragonês e o berço do castelhano.

O substrato da língua basca nas línguas românicas compreende todos os fenômenos de interferência linguística do basco ou euskara (ou mais corretamente seu antecessor histórico, proto-euskera, pré-protoeuskera ou pré-românico) sobre algumas variantes do latim na Península Ibérica e algumas das línguas latinas que o sucederam como línguas faladas. O  "protoeuskera" conhecido em língua basca como aitzineuskara e em espanhol como "protovasco" ou "protoeuskera" é um predecessor da língua basca."

## História
Uma teoria muito popular no início do século XX sobre a divergência das línguas românicas é a teoria do substrato segundo a qual um dos motivos de diversificação foi que o latim dos conquistadores tinha sido aprendido de uma maneira imperfeita, ou influenciado pela língua pré-romana autóctone de cada região à qual se levou o latim. De acordo com esta abordagem tentou-se explicar algumas características específicas das línguas românicas da Península Ibérica e do gascão (Sudoeste da França) como resultado de transferência de características linguísticas do basco a essas ditas línguas.
Reciprocamente, no basco evidencia-se um impacto muito forte do latim em seu léxico habitual, o que de certa forma levou à ampliação do inventário fonológico do euskera. Desde o primeiro contato com o latim, em torno do século II A.C., o basco e o romance foram línguas que influenciaram umas às outras, de diferentes maneiras, mas especialmente na forma de empréstimo lexical. Obviamente, a influência tem sido principalmente do latim para a língua basca, mas há também algumas contribuições bascas para as línguas românicas (o aragonês, o castelhano e o gascão principalmente).
Os dados históricos mostram claramente a ideia de Coromines de que a língua basca teve uma grande vitalidade e prestígio na Baixa Antiguidade e Alta Idade Média, e o território em que se falava era notavelmente mais amplo que o atual se estendendo, pelo menos, ao norte de Aragão e nordeste da Catalunha, bem como grande parte da Gasconha (sudoeste da França).